# Axel Lindblom
Axel Georg Lindblom, född 29 april 1891 i Västerås, död 8 mars 1967, var en svensk filmfotograf, regissör och manusförfattare. 
Lindblom är begravd på Österåkers kyrkogård.

## Filmfoto i urval
- 1922 – Det omringade huset
- 1923 – Göteborgsutställningen utan och innan
- 1925 – Polis Paulus' påskasmäll
- 1925 – Hennes lilla majestät
- 1926 – Dollarmillionen
- 1926 – Charleys tant
- 1926 – Ebberöds bank
- 1926 – Farbror Frans
- 1927 – Ungdom
- 1927 – En perfekt gentleman
- 1927 – Drottningen av Pellagonien
- 1928 – Janssons frestelse
- 1928 – Hans Kungl. Höghet shinglar
- 1929 – Den starkaste
- 1929 – Hjärtats triumf
- 1929 – Fången 53

Manus
- 1929 – Den starkaste

Regi
- 1929 – Den starkaste